# Stone Cold Classics
A Stone Cold Classics a brit Queen rockegyüttes válogatásalbuma, melyet az American Idol című televíziós tehetségkutató műsor 2006. április 11–április 12-i, Queen-témájúadásaihoz kapcsolódva adott ki az Egyesült Államokban a Hollywood Records. A kiválogatott dalok az együttes keményebb, rockos oldalát mutatják be. Az album 12 eredeti stúdiófelvételt tartalmaz Freddie Mercury énekével, továbbá ráadásként két Paul Rodgershez köthető dal koncertfelvételét a Return of the Champions koncertlemezről.

## Az album dalai
|     | Cím                                                          | Szerző(k)                                             | Hossz |
| --- | ------------------------------------------------------------ | ----------------------------------------------------- | ----- |
| 1.  | Stone Cold Crazy                                             | Brian May, Freddie Mercury, Roger Taylor, John Deacon | 2:15  |
| 2.  | Tie Your Mother Down                                         | May                                                   | 3:48  |
| 3.  | Fat Bottomed Girls                                           | May                                                   | 3:24  |
| 4.  | Another One Bites the Dust                                   | Deacon                                                | 3:36  |
| 5.  | Crazy Little Thing Called Love                               | Mercury                                               | 2:44  |
| 6.  | We Will Rock You                                             | May                                                   | 2:01  |
| 7.  | We Are the Champions                                         | Mercury                                               | 3:01  |
| 8.  | Radio Ga Ga                                                  | Taylor                                                | 5:49  |
| 9.  | Bohemian Rhapsody                                            | Mercury                                               | 5:55  |
| 10. | The Show Must Go On                                          | Queen                                                 | 4:34  |
| 11. | These Are the Days of Our Lives                              | Queen                                                 | 4:14  |
| 12. | I Want It All                                                | Queen                                                 | 4:31  |
| 13. | All Right Now (Queen + Paul Rodgers koncertfelvétel)         | Andy Fraser, Paul Rodgers                             | 6:56  |
| 14. | Feel Like Makin’ Love (Queen + Paul Rodgers koncertfelvétel) | Rodgers, Mick Ralphs                                  | 6:20  |